# Osomatsu-san
Osomatsu-san (jap. おそ松さん) ist eine Anime-Fernsehserie aus den Jahren 2015 bis 2021, die vom Studio Pierrot produziert wurde. Sie setzt den Manga Osomatsu-kun von Fujio Akatsuka und dessen Verfilmungen fort und entstand anlässlich des 80. Geburtstags des Zeichners, der 2008 starb. Das Werk ist in das Genre Comedy bzw. Slapstick einzuordnen. Zur Fernsehserie erschienen auch mehrere Filme, Computerspiele und ein Manga.

## Inhalt
Die Handlung dreht sich um die Sechslinge der Familie Matsuno (松野). Während die frühere Serie von ihrer Kindheit als Zehnjährige handelte, sind sie nun 20 Jahre alt, jedoch alle arbeitslos und nur selten ernsthaft auf der Suche nach einem Job. So wohnen sie nach wie vor bei ihren Eltern Matsuzō (松造) und Matsuyo (松代). Der „älteste“, Osomatsu (おそ松, von お粗末, jap. für „grobschlächtig“), spielt noch immer manchmal den Anführer der sechs Geschwister. Karamatsu (カラ松, von 唐松, jap. für Lärche) hält sich für besonders cool und flirtet mit den meisten Frauen, die er trifft. Der kluge Choromatsu (チョロ松, von ちょろい, jap. für „kinderleicht“) ist oft die Stimme der Vernunft und bemüht, die anderen von dummen Ideen abzuhalten. Ichimatsu (一松, von 市松模様, jap. für Schachbrettmuster) zieht sich lieber zurück, ist kontaktscheu und mag Katzen; der fünfte Bruder Jūshimatsu (十四松, von 十姉妹, jap. für Japanisches Mövchen) ist immer ausgelassen und fröhlich, doch auch der dümmste der Sechs. Der sorglose Todomatsu (トド松, von 椴松, jap. für Sachalin-Tanne) ist der „jüngste“ der Sechs. In ihrer Nachbarschaft leben der aufdringliche und boshafte Iyami, der stets behauptet aus Frankreich zu kommen, der kleine Chibita, der einen Oden-Stand betreibt, der reiche Hatabō mit einer im Kopf steckenden Flagge, der dicke tierliebe Dekapan, der stets nur eine riesige gestreifte Hose trägt, und der gefräßige Dayōn, der über einen riesigen Mund verfügt. Außerdem lebt Totoko in der Nachbarschaft, Tochter von Fischhändlern, in die die Sechslinge verliebt sind und um die sie sich streiten. Sie versucht auch mehrfach mit der Hilfe der Brüder eine Karriere als Japanisches Idol zu starten.

## Produktion und Veröffentlichung
Die Serie wurde 2015 unter der Regie von Yōichi Fujita bei Studio Pierrot produziert. Das Serienkonzept und die Drehbücher stammen von Shū Matsubara. Die künstlerische Leitung lag bei Seiki Tamura und das Charakterdesign entwarf Naoyuki Asano. Für den Ton war Hiromi Kikuta verantwortlich, für die Kameraführung Toru Fukushi.
Vom 5. Oktober 2015 bis 29. März 2016 wurde die erste Staffel von TV Tokyo in Japan gezeigt. Die zweite Staffel folgte vom 3. Oktober 2017 bis 27. März 2018. Vom 13. Oktober 2020 bis zum 30. März 2021 wurde dann die dritte Staffel gezeigt. Alle Staffeln liefen über 25 Folgen. Die Plattform Crunchyroll bietet den Anime mit Untertiteln auf Deutsch, Englisch und in weiteren Sprachen an. Eine englische Synchronfassung wurde bei diversen anderen Streaming-Diensten veröffentlicht.
Eine weitere Serie mit sechs Folgen zu je zwei Minuten Laufzeit wurde ab dem 13. Oktober 2016 auf Youtube als Web-Anime veröffentlicht. Die Produktion unter dem Titel Mutsugo to Ōma no Monogatari (６つ子とお馬の物語) entstand wieder bei Studio Pierrot und in Kooperation mit der Japan Racing Association. Entsprechend ging es in der Kurzserie um Pferderennen.

### Synchronisation
| Rolle      | japanischer Sprecher (Seiyū) |
| ---------- | ---------------------------- |
| Osomatsu   | Takahiro Sakurai             |
| Karamatsu  | Yūichi Nakamura              |
| Choromatsu | Hiroshi Kamiya               |
| Ichimatsu  | Jun Fukuyama                 |
| Jūshimatsu | Daisuke Ono                  |
| Todomatsu  | Miyu Irino                   |
| Iyami      | Kenichi Suzumura             |
| Chibita    | Sachi Kokuryu                |
| Hatabō     | Momoko Saito                 |
| Dekapan    | Yōji Ueda                    |
| Dayōn      | Nobuo Tobita                 |
| Totoko     | Aya Endo                     |

### Musik
Die Musik der Serie komponierte Yukari Hashimoto. Der Vorspanne sind unterlegt mit den Liedern:
- Hanamaru Pippi wa Yoiko Dake von AŌP
- Zenryoku Batankyū von AŌP
- Kimishi Ayauku mo Chikau yore (君氏危うくも近うよれ) von AŌP
- Maboroshi Wink von AŌP & AŌP Zero
- nice to NEET you! von AŌP
- Mutsugo no Tamashii Nayuta Made (６つ子の魂ナユタまで) von AŌP

Für den Abspann verwendete man die Lieder:
- Six Same Faces ~Kon'ya wa Saikō! (SIX SAME FACES ～今夜は最高!!!!!!～), gesungen von den Synchronsprechern der Sechslinge und von Iyami
- Let's Go! Muttsu Go! ~6-Shoku no Niji~ (レッツゴー！ムッツゴー！～6色の虹～) von den Synchronsprechern der Sechslinge
- Iyami Ondo (イヤミ音頭) von Kenichi Suzumura als Iyami
- Otona ÷6 × Kodomo × 6 von den Synchronsprechern der Sechslinge
- Max Charm Faces ~彼女は最高!!!!!!~ トト子 Type A von Shuta Sueyoshi ft. Totoko, Nyaa die Sechslinge
- Amazing Intelligence ~Kuzu wa Saiko!~ (Amazing Intelligence ~クズは最高!~) von Riceballs & Osomatsu-san all-stars

In einzelnen Folgen werden außerdem folgende Lieder eingespielt:
- Chanto Shita Gattai no Theme (ちゃんとした合体のテーマ) von Yuusuke Saeki (Folge 26)
- The boy who became a dolphin von Yuusuke Saeki (Folge 33)
- Hanamaru Pippi wa Yoiko Dake von AŌP (Folge 50)

## Filme
Am 12. Dezember 2016 wurde bei TV Tokyo der 24 Minuten lange Fernsehfilm Osomatsu-san Ōma de Kobanashi (おそ松さん おうまでこばなし) gezeigt. Regie führte Yōichi Fujita und das Drehbuch schrieb Shū Matsubara. Zur Serie wurden außerdem drei Anime-Kinofilme produziert:
- 2019: Eiga no Osomatsu-san
- 2022: Osomatsu-san ~Hipipo-Zoku to Kagayaku Kajitsu~
- 2023: Osomatsu-san: Tamashii no Takoyaki Party to Densetsu no Otomari-kai

Während der erste Film vom Team der Fernsehserie produziert wurde, übernahm beim zweiten Yoshinori Odaka die Regie und Eiji Abiko das Charakterdesign. Für den dritten Film wechselte die Regie zu Hikaru Yamaguchi.
Am 25. März 2022 kam eine Realverfilmung heraus. Die Rollen der Sechslinge übernahmen die Mitglieder der Idol-Gruppe Snow Man, die auch den Titelsong Brother Beat einsangen. Regie führte Tsutomu Hanabusa und das Drehbuch schrieb Ryōichi Tsuchiya.

## Weitere Adaptionen
Eine Umsetzung der Animeserie als Manga von Masako Shitara startete im Magazin You von Shūeisha am 15. Januar 2016. Im November 2018 wechselte die Serie ins Magazin Cookie und wurde dort im November 2020 abgeschlossen. Eine Umsetzung als Light Novel von Yū Mitsuru mit Illustrationen von Naoyuki Asano erschien am 29. Juli 2016.
Bei DLE und Churapps wurden 2016 ein Smartphone-Spiel und drei Browserspiele zu Osomatsu-san entwickelt:
- Osomatsu-san no Hesokuri Wars ~NEET no Kōbō~, ein kostenloses Tower-Defence-Spiel für Smartphones
- Osomatsu-san no Black Kōjō, kostenloses Browserspiel bei Yahoo!
- Totoko ni Mitsugitai, kostenloses Browserspiel bei Yahoo!
- Oshimatsu Quiz Battle, kostenloses Browserspiel bei Yahoo!

Im Dezember 2016 erschien dann bei Bandai Namco ein Spiel für Nintendo 3DS. Darüber hinaus entstand bei Idea Factory das Otome-Computerspiel Mr. Osomatsu, das 2017 erschien.